# Николај Рајевски (пуковник)
Николај Николајевич Рајевски (рус. Николай Николаевич Раевский; Керч, 5. новембар 1839 — Горњи Адровац, код Алексинца, 20. август 1876; по старом календару) био је руски пуковник и српски добровољац (алијас Вронски, рус. Bpонский) учесник битке код Ташкента, мисионар Свесловенског савеза (за Балкан и Србију) као и учесник у Српско—турском рату (1876) у бици за Горњи Адровац код Алексинца где је и погинуо. Носилац је руских и српских одликовања (Таковски крст).

## Биографија
Николај Николајевич Рајевски (пуковник) потиче из угледне породице. Био је унук прослављеног генерала Николаја Рајевског, хероја Отаџбинског рата 1812, (против Наполеона, а његов ратнички подвиг овековечио је Лав Толстој у роману „Рат и мир“) по коме је и добио име. И његов отац, који се такође звао Николај Николајевич (1801—1843), био је генерал-лајтнант. Оженио се Аном Михаиловном Бороздиној (1819—1883), за коју се говорило да је била лепа, угледна и образована жена. Отац му је умро млад, оставивши иза себе двојицу малолетних синова, Николаја и Михаила. Касније, Николај и Михаил су завршили студије на Московском Универзитету (физичко—математички факултет). Николај је још током студија показивао интересовање за књижевност и историју словенских народа (течно је говорио француски, немачки, енглески, разумео српски). Касније се млађи Михаило оженио са девојком из угледне породице, кнегињом Маријом Григоријевном Гагарин, а старији Николај се бавио разним јавним и државним пословима.

## Војна каријера и одлазак у Србију
После студија оба брата су били на служби у гардијском хусарском пуку. Рајевски као тридесетогодишњак, добија чин пуковника, а затим одлази у Ташкент где учествује у ратним операцијама (где је и рањаван). Николај је, још као млад официр, био упућен у специјалну мисију на Балкан и у Србију.
А права драгоценост су четири писма пуковника Рајевскког из 1867. године приликом његовог првог доласка у Србију. Прво писмо од 15. маја по старом (30. маја по новом календару) датирано је из Чачка, док је потоње од 2/14. јуна послао из Београда. Сва је писао на француском језику и сва су упућена министру српске војске пуковнику Блазнавцу. За путовање у Србију и Босну у специјалну мисију одабрао је Рајевског нико други него руски цар Александар II, а инструкције дао министар војни Миљутин, у Србији га прихватио српски министар Блазнавац.
Девет година касније, други долазак пуковника Рајевског је 1876, као добровољац у Српско-турском рату. Са собом је довео приличан број руских добровољаца (3.000—5.000). По доласку у Београд из Одесе, првих дана августа месеца 1876, одмах се јавља на моравски фронт у штаб генерала Черњајева на Делиграду. Черњајев је једно време на Рајевског гледао са подозрењем, на шта се Рајевски није обазирао. Генерал Михаил Григорич Черњајев убрзо додељује Рајевском команду над одређеним здруженим одредима.
Прву битку на тлу Србије Рајевски је водио за село Моравац, док је најславнија победа на моравском фронту била битка на Шуматовцу, где су небројени напади били од Турака али су сви одбијени. Ипак на моравском ратишту тих дана изгинуло је око 9 хиљада српске војске (као и бар 31 руски официр) и више од 15 хиљада турске војске.
Одлучујућа битка за Адровац била је и кобна за пуковника Рајевског. Турска војска је започела напад 20. августа (1. септембра по новом) који је трајао од 8 сати ујутро до касних вечерњих сати. Турци су цело пре подне са тешком артиљеријом нападали српске положаје. Српске и руске снаге су на увратинама једне њиве на једној згодној позицији поставили батерију. Из ње су отварали ватру на Турке. Пуковник Рајевски је за сво време борбе био на позицији код батерије и ту је командовао лично тим крилом фронта.По почетку битке генерал Черњајев је одмах изашао са штабом на Прћиловачки вис. У раним поподневним часовима генерал Черњајев шаље одред пуковника Рајевског као подршку у Горњи Адровац. Око четири после подне Рајевског је погодио непријатељски куршум у главу и он је пао мртав а да није био у могућности да изговори и једну реч. Већ негде око 17 часова гласоноша доноси вест од командира батерије поручника Шамановића, генералу Черњајеву да је пуковник Рајевски „овог часа погинуо од непријатељског пушчаног зрна“. Свега 16 дана било је довољно да се упише у историју Србије. Његово тело сахрањено је у порти манастира Светог Романа у Ђунису, а одатле је после неколико дана пренето у Београд. Петог септембра испраћено је уз велике почасти за Русију, после опела у саборној цркви коме је присуствовао краљ Милан. За време опела у Саборној цркви чинодејствовао је први српски митрополит Михаило са седамнаесторицом свештеника. Певао је и хор присутне козачке легије.
О његовим последњим данима снимљен је филм „Вода - Последњи дани пуковника Рајевског“ премијерно приказан 2023. године.

## Црква Света Тројица — Рајевска
На месту где је погинуо у Горњем Адровцу подигнута је црква Света Тројица, у народу позната као шарена црква или црква љубави, руска црква. Место за градњу цркве откупила је српска краљица Наталија, а да је изградњу платила грофица Марија, снаха пуковника Рајевског, жена његовог млађег брата Михаила. Велику је улогу при градњи цркве имао је владика нишки Никанор Ружичић. Овај свети храм је изграђен и освећен 2. септембра 1903. године.
Од пута па до улаза у храм истичу се дрвореди липа које су донесене, како каже још једна легенда, из села Разумовске у Украјини, са некадашњег имања грофа Рајевских. Свето словенско дрво, липа, наткриљује на овом месту, ваљда као нигде другде, и легенду и стварност о рату 1876. у којем је братство по оружју Срба и Руса овековечено споменом какав је ова знаменита црква.

## Ана Карењина
Пуковник Рајевски је послужио руском писцу Лаву Толстоју као прототип за главног јунака, грофа Вронског, у његовом делу „Ана Карењина“. Толстојев роман „Ана Карењина“ је прича о официру који, после несрећне љубави одлази у Србију, да потражи нови смисао живота. На крају романа „Ана Карењина“, велики писац је свог јунака послао у Српско-турски рат, али се не говори даље шта се с њим догодило.